# شهرستان کیتوی
شهرستان کیتوی (به لاتین: Kitui County) یک منطقهٔ مسکونی در کنیا است. شهرستان کیتوی ۲۴٬۳۸۵٫۱ کیلومترمربع مساحت و ۱٬۰۱۲٬۷۰۹ نفر جمعیت دارد.